# Berambe
Berambe là một chi bướm đêm thuộc họ Geometridae.